# Mikuleč
Mikuleč település Csehországban, a Svitavyi járásban. Mikuleč Opatov, Čistá, Kukle, Opatovec és Janov településekkel határos. Lakosainak száma 268 fő (2024. január 1.).

## Népesség
A település lakosságának változását az alábbi diagram mutatja:
| Lakosok száma | 951  | 940  | 761  | 375  | 255  | 230  | 232  | 237  | 267  | 268  |
|               | 1869 | 1890 | 1921 | 1950 | 1980 | 2001 | 2017 | 2019 | 2022 | 2024 |